# .220 Swift
.220 Swift (5.56×56mmSR) напівфланцевий гвинтівковий набій, який розробила компанія Winchester і представила його в 1935 році для полювання на дрібну дичину та шкідників. Це був перший заводський гвинтівковий набій, який мав дулову швидкість понад 1200 м/с.

## Опис
Швидкість набою коливається від 560 м/с до приблизно 1200 м/с. Swift має велику гільзу .224 калібру і кулю, яка була створена для полювання на дрібну дичину, таку як лучні собачки, лісові бабаки, бабаки та інших шкідників. Коли його представили, він був швидший на 430 м/с ніж його найближчий конкурент по полюванню на шкідників .22 Hornet (також .224 калібру). Також було встановлено, що це надзвичайно точний патрон. Набій .220 Swift залишається найшвидшим комерційним набоєм у світі із заявленою швидкістю 1422 м/с при використанні кулі вагою 1,9 г та з зарядом пороху 3031 вагою 2,7 г.
Завдяки своїй великій швидкості можно точно прицілюватися на відстані до 343 м, а тому деякі стрільці вважають набій Swift чудовим для полювання на шкідників. 
При заводському заряді від Winchester куля вагою 3,1 г може досягти швидкості в 1200 м/с. При ручному спорядженні це можна покращити, але треба використовувати максимальні заряди. Набій Swift можна заряджати легкими кулями, які можуть досягти швидкості в 1300 м/с. Нещодавно були розроблені кулі вагою 4,9 г калібру .224" для використання в високошвидкісних гвинтівках .22 калібру для полювання на велику дичину та стрільби на далекі відстані. Важчі кулі найкраще працюють у гвинтівках мають відповідний крок нарізів враховуючи діаметр, довжину та інші фізичні властивості метального снаряда.

## Історія
Прототип набою .220 Swift було розроблено в 1934–1935 роках Гросвенором Воткінсом, який обтиснув дульце гільзи .250-3000 Savage для досягнення дуже великої швидкості. Проте фінальну комерційну версію розробила компанія Winchester на базі набою 6mm Lee Navy шляхом обтиснення дульця, але окрім успадкованого дзеркального зазору по фланцю, що в 1930-х роках вважалося застарілим, фланець, що виступав сильніше, а тому не підходив для лиця затвора .30-06 шириною 12 мм. Набій .220 Swift розробила компанія Winchester і представила його в 1935 році новим калібром для гвинтівки з ковзним затвором Модель 54. При першій появі в 1936 році гвинтівки з ковзним затвором Winchester Модель 70, набій .220 Swift був одним зі стандартних калібрів і пропонувався до 1964 року, коли виробництво було припинено.

## Прийняття
Набій Swift має сумнівний привілей бути, мабуть, найбільш суперечливим з усіх набоїв .224 калібру, і отримав однакову кількість похвал і критики.  Прихильники традицій категорично засуджували його, як надкаліберний "спалювач стволу", який міг зношувати хромований ствол лише за 200–300 пострілів, особливо серії пострілів з гарячого стволу. Його прихильники стверджують, що причиною є низька якість ствольної сталі та нездатність користувачів видалити мідне забруднення після пострілу і вказують на приклади рушниць зі стволами з високоякісної неіржавної сталі під набій Swift. Однак більш популярним є менший з нижчою швидкістю набій .22–250.

Максимальні параметри за C.I.P. .220 Swift. Всі параметри в метричній (мм) та імперській (inch) системі вимірювань.

## Недоліки
Через більшу місткість набою відносно діаметра каналу стволу та екстремальну швидкість куль ерозія горловини є поширеною проблемою.  Сучасна металургія та кріогенна обробка значно покращили термін служби стволів зброї під набої .220 Swift та інші зі швидкістю 1200 м/с, хоча зброя, яка стріляє цими набоями, як правило, потребує зміни патронника або переробки стволу набагато раніше, ніж зброя, яка стріляє з меншою швидкістю, наприклад .222 Remington та .223 Remington.

## Мисливська полеміка
Набій Swift залишається спірним в питанні полювання на оленів. Його використання для полювання на велику дичину заборонено в багатьох штатах США, а також в Нідерландах, Англії, Вельсі та Північній Ірландії, але в деяких штатах, наприклад в Міннесоті, дозволено використовувати дрібні калібри, такі як .220 Swift. Після появи набою в 1930-х роках досвідчені мисливці на благородних оленів, наприклад В.Д.М. Белл, використовували .220 Swift для полювання на великих оленів і вихваляли, здавалося б, магічну вбивчу силу набою, яку вони приписували потужним гідростатичним ударним хвилям, які виникали у тілі тварини від удару дуже високошвидкісної кулі.
Критики набою Swift стверджували, що легка куля, вагою 3,2 або 3,6 г, залишає недостатній запас для похибки в прицілюванні середнього стрільця, наносячи, при цьому, непотрібні поранення цілі. Проте існує мало спорів з приводу ефективності набою Swift при полюванні на дрібні види оленевих, наприклад, сарну, при умові не використання крихких куль типу "вармінт". 
Більшість заводських гвинтівок під набій Swift мають досить повільний крок нарізів, наприклад 1–12 або 1–14 дюйми, це зроблено для стабілізації легких куль популярних для полювання на шкідників. Зроблені під замовлення гвинтівки під набій Swift можуть мати швидший крок нарізів, наприклад 1–9 дюйми, що дозволяє стабілізувати важкі кулі, в тому числі й ті, що призначені для полювання на велику дичину.
П.О. Еклі стверджував, що набій .220 Swift є найкращим для полювання на дичину середнього розміру і широко використовував його для полювання, наприклад, на диких віслюків на Американському Заході.
Відомий офіцер охорони дикої природи Аляски Френк Глейзер також широко використовував гвинтівку Winchester Модель 70 під набій .220 Swift в 1930-х та 1940-х роках. Глайзер використовував цю гвинтівку для полювання на всю велику дичину Аляски, в тому числі вовків, лосів, карибу та бараів Далля і з'ясував, що при влучанні в легені набій Swift є найбільш летальним у порівнянні з іншою зброєю, якою він володів. Хоча, він визнавав, що набій не підходить для полювання на грізлі, оскільки для вбивства великої особини треба було зробити одинадцять пострілів.